# Kim Ju-hyun
Dans ce nom coréen, le nom de famille, Kim, précède le nom personnel.
Kim Ju-hyeon ou Kil Ju-hyun est une musicienne traditionnelle sud-coréenne jouant de l'ajaeng

## Biographie
En 1997, elle apprit la musique coréenne au sein du Groupe national des arts du spectacle Shilla de Gyeongju. Elle fréquenta ensuite le Lycée national des arts traditionnels coréens et étudia l'éducation à l'université Yonsei, puis elle se perfectionna étudié Agen dans le département de musique coréenne de l’Université Ewha Womans.
Elle a participé au Festival international d'Édimbourg en 2011 dans une mise en scène de La Tempête
Elle a joué avec WorldBeat Vinari (ko).
Depuis 2013, elle travaille avec l’Institut de la percussion traditionnelle et tente de greffer des instruments coréens dans des œuvres musicales.
Elle donne aussi de nombreuses conférences.